# Arlington Cemetery
Arlington Cemetery è una stazione della metropolitana di Washington, situata sulla linea blu. Si trova in prossimità del cimitero di Arlington.
È stata inaugurata il 1º luglio 1977, contestualmente all'apertura della linea blu. È l'unica stazione esclusiva della linea blu.
La stazione è servita da autobus del sistema Metrobus (anch'esso gestito dalla WMATA).